# There is a light that never goes out
There is a light that never goes out is een single van de Britse alternatieve rockgroep The Smiths. Het lied verscheen oorspronkelijk op het studioalbum The queen is dead uit 1986, maar werd niet als single uitgebracht omdat de zinspeling op zelfdoding niet geschikt werd geacht voor de radio. Het jaar daarop werd een single uitgebracht in Frankrijk, gevolgd door een wereldwijde uitgave in 1992, jaren na de opheffing van de groep. De single bereikte de 25e plaats op de UK Singles Chart.
Het lied wordt beschouwd als het meest iconische en populairste nummer van de groep. Het werd in 2015 door Pitchfork verkozen tot 14e beste nummer van de jaren 80 en werd in 2014 door NME verkozen tot 12e beste nummer aller tijden.

## Achtergrond
De basis van There is a light that never goes out werd gelegd tijdens een schrijfsessie van zanger Morrissey en gitarist Johnny Marr in de zomer van 1985, op dezelfde avond dat Frankly, mr. Shankly en I know it's over werden bedacht. De brug werd door journalisten vergeleken met There she goes again van The Velvet Underground, een groep die destijds een grote opleving maakte. In werkelijkheid werd de brug overgenomen van The Rolling Stones' cover van Marvin Gaye's Hitch Hike, het nummer dat de oorspronkelijke inspiratie was geweest van There she goes again. Dit was een grap van Marr om journalisten te slim af te zijn.
De tekst werd geschreven door Morrissey en beschrijft een avondlijke autorit van de verteller en zijn geliefde. In het refrein fantaseert Morrissey over een dodelijk ongeluk, en zijn blijdschap dat hij sterft met zijn geliefde aan zijn zijde. De inspiraties van de tekst werden gehaald uit het lied Lonely planet boy van de New York Dolls en de film Saturday Night and Sunday Morning. In een eerdere versie werd het lied afgesloten met de tekst "there is a light in your eye, and it never goes out".
De eerste opname van het lied vond plaats op 2 september 1985, alhoewel in een hogere toonsoort. Een lagere versie werd vier dagen later opgenomen. De strijksectie van het nummer werd door Marr gecreëerd met behulp van een emulator, omdat de groep geen geld en zin had om echte strijkers te regelen. De strijksectie wordt op de albumhoes gecrediteerd aan het fictieve Hated Salford Ensemble. De opnames werden afgerond in de winter, toen de fluitmelodie werd toegevoegd en Morrissey zijn partij tweemaal opnieuw deed.

## Nummers

### 1992 single
Alle muziek en teksten zijn geschreven door Morrissey en Johnny Marr. 
| Nr. | Titel                                    | Duur |
| --- | ---------------------------------------- | ---- |
| 1.  | There is a light that never goes out     | 4:02 |
| 2.  | Hand in glove (live)                     | 2:48 |
| 3.  | Some girls are bigger than others (live) | 5:04 |
| 4.  | Money changes everything                 | 4:38 |

| Nr. | Titel                                       | Duur |
| --- | ------------------------------------------- | ---- |
| 1.  | There is a light that never goes out        | 4:02 |
| 2.  | Hand in glove (met Sandie Shaw)'            | 2:58 |
| 3.  | I don't owe you anything (met Sandie Shaw)' | 4:06 |
| 4.  | Jeane                                       | 2:52 |

## Bezetting
- Morrissey - zang
- Johnny Marr - gitaar, emulator
- Andy Rourke - basgitaar
- Mike Joyce - drumstel

## NPO Radio 2 Top 2000
| Nummer met noteringen in de NPO Radio 2 Top 2000 | '12  | '13 | '14 | '15 | '16 | '17 | '18 | '19 | '20 | '21 | '22 | '23 | '24 |
| ------------------------------------------------ | ---- | --- | --- | --- | --- | --- | --- | --- | --- | --- | --- | --- | --- |
| There Is a Light That Never Goes Out             | 1607 | 950 | 357 | 492 | 597 | 679 | 679 | 820 | 887 | 870 | 643 | 489 | 411 |

1. ↑  Een vetgedrukt getal geeft de hoogste notering aan.
2. ↑  2012 was het eerste jaar met een notering voor dit nummer.

## In populaire cultuur
Er is een hoofdstuk in Irvine Welsh's roman 'Trainspotting' (1993) vernoemd naar dit nummer, waarin de titel direct wordt genoemd. Het nummer verschijnt op de soundtrack van '500 Days of Summer' (2009); in de film wordt het gebruikt om de hoofdpersonen samen te brengen.
Veel artiesten coverden het nummer, waaronder de Cranberries in 2012 op het Franse rockradiostation OUI FM en door de rockband Speedstar in 2005 op het Australische jongerenradiostation Triple J.
Neil Finn's project '7 Worlds Collide' coverde het nummer op hun titelloze livealbum uit 2001. Het werd ook gecoverd door Noel Gallagher tijdens een akoestisch optreden met Gem Archer.
In 2000 brachten de elektronische muzikanten Schneider TM en KPT.michi.gan een cover van het nummer uit, getiteld "The Light 3000", op hun EP Binokular.
Het nummer is ook te horen in 'The Killer' (2023), een film geregisseerd door David Fincher. De film verschijnt in november 2023 op het streamingsplatform Netflix.